# Gundula Korte
Pour les articles homonymes, voir Korte.
Gundula Maria Korte (née le 24 mars 1930) est une actrice allemande.

## Biographie
Elle est la fille du comédien Robert Kothe.
Korte travaillé comme technicienne radio au Bayerischer Rundfunk, où elle rencontre l'acteur Joachim Fuchsberger qu'elle épouse en 1954. Elle participe ensuite à quelques films jusqu'à la naissance de leur fils Thomas Fuchsberger en 1957 (mort en 2010). Joachim Fuchsberger meurt le 11 septembre 2014, trois mois avant leurs noces de diamant.
En 2012, elle reçoit un « Bambi surprise » alors que son mari reçoit la récompense pour l'œuvre de sa vie.

## Filmographie
- 1954 : 08/15
- 1955 : 08/15 s'en va-t-en-guerre
- 1956 : Cerises dans le jardin du voisin
- 1956 : Heute heiratet mein Mann
- 1956 : Wo die alten Wälder rauschen (de)
- 1956 : Mariés pour rire
- 1957 : Ascoltami